# پیش‌برآمدگی

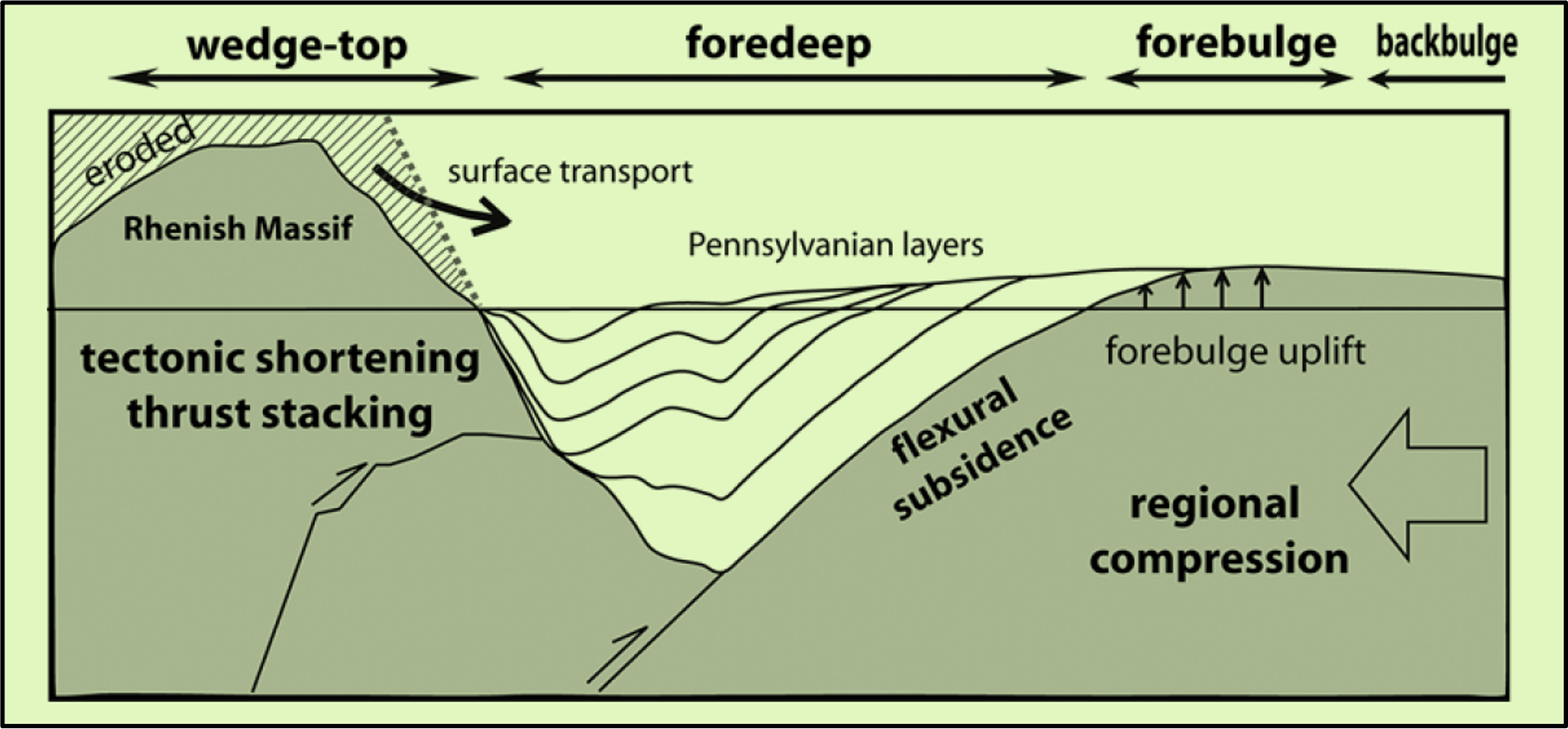
نمونه‌ای از پیش‌برآمدگی از طریق خم سنگ‌کره در تشکیل حوضچه فورلند

در زمین‌شناسی، پیش‌برآمدگی یا جلو برآمدگی (به انگلیسی: Forebulge) یک برآمدگی خمشی در جلو در نتیجه بارگذاری روی سنگ‌کره است که اغلب در اثر واکنش‌های زمین‌ساختی و یخبندان ایجاد می‌شود. نمونه‌ای از جلوبرآمدگی را می‌توان در حوضه فورلند هیمالیا دید که نتیجه برخورد صفحه هند و اوراسیا (قاره-قاره) است که در آن صفحه هند فرورانش کرد و صفحه اوراسیا بار بزرگی را بر روی سنگ‌کره ایجاد کرد و به هیمالیا و حوضه پیش‌سرزمین گنگ منتهی شد.

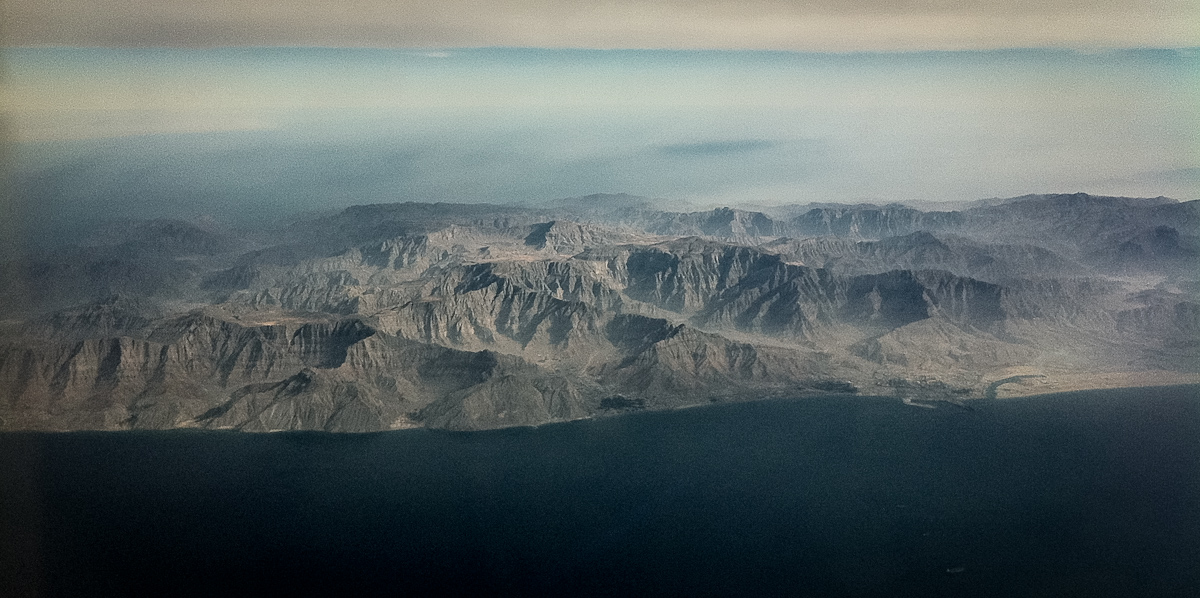
نمایی از خلیج فارس با رشته کوه‌های زاگرس که بار آن بر سنگ‌کره به شکل‌گیری خلیج کمک کرده است.